# فيصل الخديم
فيصل الخديم (مواليد 18 أغسطس 1988) لاعب كرة قدم إماراتي يجيد اللعب في الوسط.

## مسيرة اللاعب
لعب لأندية الوصل والإمارات و دبا الفجيرة وبني ياس و التعاون و العربي.

## روابط خارجية
- فيصل الخديم على موقع Soccerway.com (الإنجليزية)